# Barbona
Barbona é uma comuna italiana da região do Vêneto, província de Pádua, com cerca de 778 habitantes. Estende-se por uma área de 8 km², tendo uma densidade populacional de 97 hab/km². Faz fronteira com Lusia (RO), Rovigo (RO), Sant'Urbano, Vescovana.

## Demografia
| Variação demográfica do município entre 1861 e 2011                               |
|                                                                                   |
| Fonte: Istituto Nazionale di Statistica (ISTAT) - Elaboração gráfica da Wikipedia |